# Coryphaspize à joues noires
Coryphaspiza melanotis
Genre
Espèce
Statut de conservation UICN

 VU A2c+3c+4c : Vulnérable
Le Coryphaspize à joues noires (Coryphaspiza melanotis) est une espèce de passereaux appartenant à la famille des Thraupidae.

## Répartition et habitat
On le trouve au sud-est du Pérou, au nord de la Bolivie, au Brésil, au Paraguay et au nord-est de l'Argentine.
En Bolivie et au Brésil, il vit dans les prairies jusqu'à 1 200 m d'altitude. Au Paraguay, il a été observé dans le cerrado de type campo sujo avec des palmiers Butia.

## Sous-espèces
- C. m. marajoara Sick, 1967 — île de Marajó
- C. m. melanotis (Temminck, 1822) — du Cerrado au nord de la Bolivie et de l'Argentine